# Club Ciclista Lima Association
El Club Ciclista Lima Association, conocido como Ciclista Lima, es un club de fútbol peruano de la ciudad de Lima. Fue fundado el 22 de diciembre de 1896 y es el más antiguo de los clubes de fútbol fundados por peruanos.
Fue gran animador de los primeros tiempos del balompié, particularmente durante la era amateur. Hoy, sin embargo, se encuentra alejado de la Primera División del fútbol peruano y participa en la Copa Perú.
Los colores que identifican al club son el blanco y negro, los cuales fueron adoptados en la fusión con el Association Football Club. Estos se ven reflejados tanto en su indumentaria deportiva cuanto en su escudo.

## Historia

### Fundación y primeros años
Su fundación ocurrió en la calle Jesús Nazareno, en los Portales de la Plaza de Armas de Lima, bajo el nombre de Unión Ciclista Peruana y la presidencia de Sr. Pedro de Osma. Sus primeras actividades se limitaron a la práctica del ciclismo y luego al béisbol, hasta el año 1927, en que se produjo su fusión con el Association Football Club, que había sido fundado en 1897 y era el club peruano más antiguo de los creados exclusivamente para el fútbol. A partir de esta unión, el Club Ciclista Lima Association comenzó a destacar en el ambiente futbolístico.
Hizo su debut en la máxima división en el Campeonato de 1927, ese año finalizó en último lugar, pero mantendría la categoría al no haber descenso en ese año.

### Giras al exterior
Entre noviembre de 1928 y abril de 1929, Ciclista Lima realizó una gira por Ecuador, Colombia y Venezuela. En este último país jugó 4 partidos ante selecciones locales y obtuvo el triunfo en todos los partidos. En Colombia jugó allí el primer partido de fútbol internacional en ese país ante Sporting de Barranquilla (0-1 a favor de Ciclista) en el estadio Moderno de esa ciudad.
En abril de 1931 Augusto Brondy, dirigente tallarinero, realizó las gestiones correspondientes para obtener el permiso de la Federación Peruana de Fútbol para que el equipo pudiera realizar una nueva gira por el norte del continente. El ente rector aceptó. El conjunto partió con grandes ilusiones el 21 de abril rumbo a Guayaquil en la nave Santa Inés. Prontamente se vio varado: la nueva dirigencia de la Federación desconoció el permiso otorgado por la administración anterior, por lo que Ciclista quedaba descalificado para jugar fuera del Perú. La espera desesperaba sin visos de solución. Mientras tanto, los días transcurrían y el dinero se agotaba. La delegación consiguió, sin embargo, jugar ante el Roca Fuerte de Guayaquil y ante un combinado local: ambos partidos los ganaron con holgura. La crisis económica que se empezaba a desatar obligó a solicitar de Colombia un adelanto de dinero por los próximos partidos.
Ciclista llegó a Cali, donde no encontró dificultades para disputar algunos encuentros, aunque en condiciones poco ventajosas: por ejemplo, que el 60% de la taquilla fue para los jugadores. Ante los pocos éxitos económicos, el club decidió solventarse a manera de "circo", recorriendo pueblo por pueblo y llegando a los lugares más remotos: Cartago, Palmira, Manizales, Buga, Pereira, etcétera: todos fueron testigos del paso de Ciclista Lima. En algunos casos, se improvisaron canchas de fútbol para sus presentaciones. Estando en Barranquilla, los jugadores peruanos tuvieron que dejar sus objetos de valor empeñados hasta poder pagar la cuenta de la pensión en la que se alojaban. Estos fueron recuperados tras una fructífera taquilla lograda en Santa Marta ante el campeón colombiano Deportivo Samarios, empatando el primer encuentro y ganando el segundo.
Para poder seguir presentándose, Ciclista solicitó nuevos adelantos. Así llegó a Venezuela, donde enfrentó a varios combinados locales utilizando una original estrategia publicitaria: que los jugadores desfilaran por las calles al lado de una banda de músicos. En Caracas se invitó al presidente venezolano, el general Juan Vicente Gómez, a uno de los cotejos. Al conocer las dificultades económicas de los peruanos, les obsequió 30 mil bolívares y cubrió sus gastos en el territorio venezolano. Ciclista se dirigió al Caribe, pasando por las Antillas y Curazao: allí fueron víctimas de una tempestad que los dejó al borde del naufragio. En la isla Trinidad, Ciclista le propinó un 0-7 a un combinado local. El cuadro limeño decidió emprender el retorno exactamente un año después de su partida. Todos los jugadores tallarineros estaban castigados por la Federación. En el estadio, los jugadores de Ciclista hicieron su aparición, siendo ovacionados por la afición. Ante esto, la FPF decidió levantarles el castigo.

### Entre Primera y Segunda
En 1937 descendió de la División de Honor a la Primera, retornando al plano estelar en el año siguiente. En 1940 terminó en último lugar y perdió la categoría participando en la Liga Regional de Lima y Callao hasta la creación de la Segunda División en 1943 donde fue campeón al año siguiente perdiendo en la Promoción (no había ascenso directo) ante el Sporting Tabaco (último de la Primera). En 1946 volvió a campeonar en Segunda pero esta vez sí había ascenso directo logrando el ascenso a la Primera División de 1947 tras siete años de ausencia. Nuevamente volvería a descender en 1948 y gracias al trabajo de sus dirigentes de turno retornó a la categoría privilegiada en 1950, descollando algunos jugadores como Juan Emilio Salinas y Miguel Loayza, "el maestrito", que pronto fue vendido para jugar en Argentina.
En la Primera División 1965 perdió la categoría descendiendo a Segunda División. Participó allí hasta el torneo de 1972 cuando la Federación Peruana de Fútbol desaparece la categoría. Al año siguiente jugó en la Liga de Lima donde ganó su grupo y clasificó a la Liguilla de Promoción a Primera Profesional en la que terminó en tercer lugar. En los años siguientes participó en la Liga Distrital del Cercado de Lima. En 1983, el club pierde la categoría en la segunda división distrital y queda desafiliado por un año.

### Retorno a Primera
En el año 1991, se fusiona con el Club Defensor Kiwi, consiguiendo así participar en Segunda Profesional con el nombre de Defensor Kiwi-Ciclista Lima, torneo en el que se alzó con el título en 1993 y retornó á Primera División, convirtiéndose en gran animador del Torneo Apertura con que inició el campeonato profesional de 1994, siendo subcampeón de ese torneo y clasificando a la Copa Conmebol del año siguiente, torneo en el que fue eliminado en primera ronda por el Cobreloa de Chile. Debido a la poca afluencia de público en Lima, el Ciclista Lima trasladó su sede a Chincha, en donde los resultados no fueron los esperados. El año 1996 sería el final de esta tradicional institución al descender por última vez.

### Resurgimiento
El año 1997 desciende de Segunda a su liga originaria, pero no se presenta más. Desde 1998 no compitió oficialmente, con excepción de torneos de menores. Desde 2006, Ciclista Lima participó en la Tercera División Distrital de Chorrillos logrando ascender a la Segunda División Distrital de Chorrillos para la temporada 2012. Sin embargo perdió la categoría y retornó a la Tercera División Chorrillos donde jugará en la temporada 2013.
En la  Tercera División Chorrillos del 2013 realizó una estupenda campaña y logrando ascender a la Segunda División Chorrillos para la temporada 2014. Durante la campaña 2014, el  Ciclista Lima Association logró ser campeón de la Serie B participando en la liguilla final por un cupo para el ascenso. Sin embargo en la liguilla final perdió y sólo alcanzó a ser subcampeón de la serie B, Segunda División Distrital de Chorrillos. En el torneo de la Segunda División Chorrillos 2015 , cambia las bases del campeonato, brindando el ascenso directo a los campeones de cada serie. El club logró nuevamente ser subcampeón de la serie B de la liga. 
El decano continua con su pretemporada y participando en varios partidos amistosos contra otros equipos de la capital. Entre ellos, un partido de práctica frente al Defensor Lima F.C. (fundado en el 2017), perdiendo por 1 - 2. Ciclista Lima se está preparando para el inicio de la Segunda División de Chorrillos Temporada 2018. En su primer encuentro, de la segunda división de Chorrillos, el decano consigue su primera victoria 3 - 2 frente Alianza Belgrano, en la Serie A. Luego se enfrentó al club  UPF La Mar, derrotándolo 1 - 0. Posteriormente, ganó 1 - 0 al  Real Blondell y se mantiene en la punta de la serie A de la liga. En la quinta fecha el decano golea por 10 - 0 al club Junior Kalaffa. Al final de la temporada, el decano alcanzó el tercer puesto de la Serie A.
En la temporada 2019, el club desempeñó una campaña discreta en la segunda división de Chorrillos. En lo años 2020 y 2021, no se realizó los campeonatos de las ligas distritales en todo el país, por motivos de la pandemia Covid-19. Sin embargo, se anunció la reanudación de los campeonatos distritales en febrero del 2022. En el año 2021, se presentó la nueva camiseta oficial del club, en el aniversario n°125. Se anunció al señor Leo Segovia como nuevo presidente del club decano y a la empresa New Athletic como patrocinador oficial. Entre exjugadores, dirigentes y representantes de la liga de Chorrillos presentes en el aniversario del club, se encuentra el goleador Sergio "El Checho" Ibarra.
En la temporada 2022, el club decano perdió por 4-3 con el Depotivo Power, en la primera fecha de la Segunda División de Chorrillos. Luego, consiguió su primer triunfo 1-0 frente al Deportivo RG Junior, en la segunda fecha del campeonato. En la tercera y cuarta fecha de la liga, el club tallarinero empata sin goles con los equipos Deportivo Alto Perú y UPF La Mar respectivamente. Luego derrota al histórico Defensor Tácala por 2-0. En la penúltima fecha, el club consigue una victorias contra su eterno rival Salimos Botafogo, por 2-0. En la última fecha gana por 1-0 al Inter JC y se consagra subcampeón de la serie A. Con el aumento de cupos se confirmó su ascenso para participar en la Primera División de Chorrillos en 2023.

### Año 2023 y cambio de denominación
La nueva junta administrativa del club , actualiza el registro público N° 02298112, con la partida registral digital n° 01882376. En ella se modifica el nombre del club a Club Deportivo Ciclista Lima Association. El Deportivo Ciclista Lima Association, viene participando en la serie A, de la Primera División Distrital de Chorrillos. Inicia la temporada 2023, logrando su primer triunfo en la primera distrital, al ganar por 1-0 al New Boys FC. Después de ganar por 4-1 al Huracán La Campiña, el club ocupa el cuarto puesto  de la serie. En la quinta fecha  del torneo, el club tallarinero empara 1-1 con el club Boca Juniors de Chorrillos. El Ciclista Lima Association empata por 2-2 con el Deportivo Partizán, en la sexta fecha de la liga de Chorrillos. Finalmente, en la última fecha el club tallarinero empata y termina sexto en la serie A.

### Actualidad
El club Deportivo Ciclista Lima Association, en la temporada 2024 ocupa el cuarto puesto de la liga distrital de Chorrillos, con 9 puntos en la séptima fecha del torneo, de la serie A.

## Formación
Adicionalmente el Ciclista Lima tiene equipos de menores y adolescentes que participa en los torneos de las mismas categorías de la Liga de Chorrillos y en los torneos interclubes de Lima y Callao. Además tiene un equipo de menores que participa en los torneos de Super Liga 7 Kids de CMD. A su vez, el Ciclista cuenta con otras escuelas y equipos que también participa en otras ligas distritales de Lima.

## Uniforme
- Uniforme titular: Camiseta de rayas negras y blancas, pantalón blanco, medias blancas.
- Uniforme alternativo: Camiseta blanca, pantalón negro, medias blancas.

Uniforme tradicional 1896 al 1957
| Titular 1 | Titular 2 | Titular 3 | Titular 4 |

Uniforme tradicional 1958 al 1972
| Titular 1 | Titular 2 | Alterno 1 | Alterno 2 |

Uniforme 1973
| Titular 1 | Alterno 1 |

Uniforme del 1974 al 1993
| Titular 1 | Titular 2 | Titular 3 |

Uniforme del 1994 al 1995
| Titular 1 | Titular 2 | Alternativo |

Uniforme del 1996 al 1997
| Titular 1 | Titular 2 | Alternativo 1 | Alternativo 2 |

Uniforme del 2012 al 2017
| Titular | Alternativo 1 | Alternativo 2 |

Uniforme 2018 al 2019
| Titular | Alternativo |

## Indumentaria 2020 al presente

#### Titular
| 2022 | 2022 | 2023 |

#### Alterno
| 2021/2022 | 2021/2022 | Entrenamiento |  |

### Indumentaria y patrocinador
| Periodo   | Patrocinador |
| --------- | ------------ |
| 1992      | Polmer       |
| 1994      | Calvo        |
| 2020–2022 | New Athletic |

| Periodo   | Patrocinador |
| --------- | ------------ |
| 1994      | Lavaggi      |
| 2013–2017 | New Athletic |
| 2020–2022 | New Athletic |
| 2022–???? | TermoReal    |

## Estadio
Estadio de fútbol ubicado en el Distrito de Chorrillos, fue inaugurado en el año 1993 y cuenta con la tribunas, occidente, oriente y una pequeña tribuna norte que hacen una capacidad de 10 000 personas. Se le conoce con el sobrenombre de La cancha de los Muertos, pues fue diseñado sobre un terreno que en su momento era un cementerio. Su custodia está a cargo de la Municipalidad Distrital de Chorrillos.
A mediados de los años 90 fue sede de los partidos del Deportivo Municipal en la Primera División peruana, también en los primeros años de la década de 1990, Sporting Cristal desarrollo algunos partidos en este estadio. El último encuentro de Primera División que se jugó en este estadio fue el 7 de junio de 1998 cuando Alianza Lima derrotó por 0-1 al Lawn Tennis. Actualmente es usado por los clubes de la liga de Chorrillos que participan en la Copa Perú.

## Clubes relacionados

### Ciclista Lima F.C.

#### Historia
El exjugador y director técnico del Ciclista Lima Association, Miguel Chamochumbi con otros exsocios del club, fundaron en el 2007, al Ciclista Lima F.C.. Este club participa desde varias temporadas en la Liga Distrital de San Isidro hasta la actualidad. Se debe entender que este club es diferente al equipo tradicional Ciclista Lima Association, tanto como el diseño de la insignia y la indumentaria. El club fue dos veces campeón de la liga, en el año 2011 y el 2017. A su vez, el Ciclista Lima F.C., ha participado varias veces, siendo uno de los animadores de las Interligas de Lima. En el 2012, se enfrentó al Centro Deportivo Municipal, en las fases de la Departmental de Lima. En el partido de ida igualaron 1 - 1. En el partido de vuelta, pierdieron por 1 - 0. En la liga de San Isidro, mantiene una rivalidad especial con los clubes:Lima Cricket and Football Club, Regatas Lima y el Circolo Sportivo Italiano.

#### Actualidad
En la temporada 2022, el club modifica su emblema (reemplazando el color rojo por el naranja) y su indumentaria emulando a la tradicional del club histórico. Logra el tercer puesto de la Liga de San Isidro. Clasifica al torneo de Interligas. Sin embargo, es eliminado en la cuarta fase del torneo de Interligas de Lima, por el club Dinámico Imperial Tahuantinsuyo. Luego de ello, el club se encuentra participando en el Torneo de Copa Federación en diferentes categorías.
En la temporada 2013, Ciclista Lima F.C. derrota por 3-1 al Real Club Lima y logra al momento el tercer puesto de la Liga de San Isidro.
Uniforme del 2007 al 2021
| Titular 1 | Titular 2 | Titular 3 | Titular 4 |

Uniforme del 2022 a la fecha
| Titular 1 | Titular 2 |  |

#### Torneos regionales
- Campeón de la Liga Distrital San Isidro (2): 2011 y 2017.
- Subcampeón de la Liga Distrital San Isidro (2): 2012 y 2014.
- Tercer puesto de la Liga Distrital San Isidro (1): 2019.

#### Enlaces
- Club Ciclista Lima F.C. .
- Interligas de Lima Fase 4 2022.

### Juventud Ciclista Lima
Adicionalmente existe otra institución con la denomicación Club Juventud Ciclista Lima (comúnmente llamado Ciclista Lima). Es un club dedicado a la formación de jugadores juveniles. Inicialmente utilizó la insignia y uniforme tradicional del decano, pero a partir del 2017,  cambió radiclamente ambos. El Club Juventud Ciclista Lima, a pesar del nombre no tiene relación con el decano.

### Ciclista Lima FC
El Club Ciclista Lima FC es un equipo de fútbol 11, fundado en el distrito de Pueblo Libre, en el 2018. El club participa en torneos de fútbol 11 y fútbol 11 máster del distrito y campeonatos organizados por otros equipos de lima metropolitana. A pesar del nombre, no guarda relación con el Ciclista Lima Association y el Ciclista Lima F.C. Su emblema e indumentaria son totalmente diferentes al club histórico.

## Filiales

### Escuelas de Fútbol
En la actualidad, Ciclista Lima Association posee a su disposición, escuelas formativas de menores en los distritos de San Juan de Lurigancho, Chorrillos y de Villa El Salvador. A su vez, participa en los torneos de menores organizados por los mencionados distritos.

### Fútbol 7
En el 2020, el Ciclista Lima Association incursiona a la formación y práctica en el fútbol 7.

### Ciclista Lima Esport
Desde el 2014, el club incursiona en el mundo de los videojuegos derivado del PES. Participa en los campeonatos organizados por la Liga Peruana de PES. Específicamente el torneo de eFootball PES 2021.

## Datos del club
- Fundación: 22 de diciembre de 1896
- Temporadas en Primera División:  32 (1927-1934, 1938-1940, 1947-1948, 1950-1965, 1994-1996)
- Temporadas en Segunda División:  14 (1943-1946, 1949, 1966-1972, 1993, 1997).
- Mayor goleada conseguida:
  - En campeonatos nacionales de local: Ciclista Lima 6:1 Defensor Lima (27 de noviembre de 1994)[10]
  - En campeonatos nacionales de visita: Alianza Atlético Sullana 0:4 Ciclista Lima (27 de marzo de 1994)[10]
  - En campeonatos nacionales de local: Ciclista Lima 3:0 Unión Minas (Fecha 01 del Torneo Apertura 1994)
  - En campeonatos nacionales de local: Ciclista Lima 4:1 Universitario (Fecha 06 del Torneo Apertura 1994)
  - En campeonatos nacionales de local: Ciclista Lima 4:2 Deportivo San Agustín (Fecha 18 del Campeonato Descentralizado 1994)
  - En campeonatos nacionales de visita: Ciclista Lima 3:1 Alianza Lima (Fecha 28 del Campeonato Descentralizado 1994)
  - En campeonatos nacionales de local: Ciclista Lima 3:0 Alianza Atlético (Fecha 07 del Campeonato Descentralizado 1995)
  - En campeonatos nacionales de visita: Ciclista Lima 3:1 Atlético Torino (Fecha 10 del Campeonato Descentralizado 1995)
  - En campeonatos internacionales de local: Ciclista Lima 4:1  Cobreloa (17 de octubre de 1995).
  - En campeonatos nacionales de local: Ciclista Lima 4:1 La Loretana (Fecha 01 del Campeonato Descentralizado 1996)
  - En campeonatos nacionales de local: Ciclista Lima 10:0 Junior Kalaffa (Fecha 05, Segunda División de Chorrillos 2018).
  - En campeonatos internacionales de visita: Ninguno.
- Mayor goleada recibida:
  - En campeonatos nacionales de local: Ciclista Lima 2:7 Unión Callao (30 de junio de 1951).[21]
  - En campeonatos nacionales de visita: Alianza Lima 7:1 Ciclista Lima (1952)[22]
  - En campeonatos nacionales de visita: Ciclista Lima 0:5 Deportivo Municipal (Fecha 06 del Campeonato Descentralizado 1995)
  - En campeonatos nacionales de visita: Ciclista Lima 2:6 Sporting Cristal  (Fecha 04 del Campeonato Descentralizado 1996)
  - En campeonatos nacionales de local: Ciclista Lima 3:5 Guardia Republicana (Fecha 29 del Campeonato Descentralizado 1996)
  - En campeonatos nacionales de visita: Ciclista Lima 1:4 Deportivo San Agustín (Fecha 30 del Campeonato Descentralizado 1996)
  - En campeonatos internacionales de local: Ninguno.
  - En campeonatos internacionales de visita:  Cobreloa 7:2 Ciclista Lima (2 de noviembre de 1995).
- Mejor puesto en Primera División: 2° (1994)
- Peor puesto en Primera División: 14°
- Máximo Goleador:
- Mejor participación internacional: Octavos de final (Copa Conmebol 1995)
- Participaciones Internacionales:
  - Copa Conmebol (1): 1995.

## Palmarés

### Torneos nacionales
- Segunda División del Perú (3): 1944, 1946, 1993.
- Subcampeón de la Segunda División del Perú (2): 1949, 1992.
- Subcampeón del Torneo Apertura (1): 1994.

### Torneos regionales
- Liga Regional de Lima y Callao (1): 1942.
- Liga Provincial de Lima: 1937.
- Subcampeón Segunda Distrital de Chorrillos (1): Serie A:2022.
- Tercera Distrital de Chorrillos (2): 2011, 2013.